# 基茨比尔县
基茨比尔县（德語：Bezirk Kitzbühel）是奧地利蒂羅爾州的一個縣，位於該州的東北部，北鄰德國巴伐利亞州，下辖20个市镇。面積1,163.28平方公里。2001年人口59,191人。縣治基茨比尔。
下分20個市镇，其中1个城市，3集镇，16个普通市镇。